# Super Pipeline
Super Pipeline est un jeu vidéo de puzzle sorti en 1983 sur Commodore 64.
Le succès de ce jeu à sa sortie tient tant à son concept original qu'à la qualité de ses graphismes et de sa musique. D'une grande jouabilité, le jeu présentait également une bonne dose d'humour.

## But du jeu
L'objectif du jeu est de remplir un baril de 1000 litres d'eau en préservant une canalisation face aux ennemis qui passent leur temps à tout saboter.
Des cafards tombent du plafond puis se promènent sur les canalisations, représentant un réel danger pour le joueur puisqu'ils cherchent à le faire tomber au péril de sa vie. De petits bonshommes décrochent des pics du plafond dans le but de boucher la canalisation.
Le joueur dispose d'un ouvrier pour réparer chaque bouchon placé par l'ennemi. Le but est de le diriger vers les zones de la canalisation sinistrée en restant à ses côtés le temps de la réparation. Il faut ensuite le protéger et se protéger soi-même de l'ennemi en leur tirant dessus à l'aide d'un pistolet, et éviter de vous prendre un pic tombant du plafond sur votre tête.
Lorsque le baril est rempli de 1000 litres d'eau, le jeu passe au tableau suivant en incluant de nouvelles difficultés. Un entracte humoristique de quelques secondes s'intercale entre chaque niveau.